# IPhone 11 Pro
iPhone 11 Pro a iPhone 11 Pro Max jsou smartphony navržené a vyvinuté americkou společností Apple. Jsou součástí 13. generace iPhonů, spolu s iPhonem 11 a iPhonem SE 2. generace, přičemž nahrazují iPhone XS a iPhone XS Max. Mezi výrazná vylepšení oproti předchozím zařízením patří systém zadních kamer s trojitým objektivem – širokoúhlým, teleobjektivem a ultraširokým fotoaparátem a systém na čipu (SoC) Apple A13 Bionic. Zároveň jsou iPhone 11 Pro a 11 Pro Max prvními iPhony s označením „Pro“, které se dříve používalo pouze pro iPad Pro a MacBook Pro.
Tyto modely byly představeny 10. září 2019 generálním ředitelem Applu Timem Cookem v Steve Jobs Theater v Apple Parku. Předobjednávky byly zahájeny 13. září 2019, prodej začal 20. září a trval do 13. října 2020, kdy byl iPhone 11 Pro a 11 Pro Max nahrazen iPhonem 12 Pro a 12 Pro Max.

## Specifikace

### Hardware
iPhone 11 Pro a 11 Pro Max používají šestijádrová procesor Apple A13 Bionic s osmijádrovým Neural Enginem. Oba modely mají tři možnosti vnitřního úložiště – 64, 256 a 512 GB, přičemž všechny mají operační paměť o velikosti 4 GB LPDDR4X. Oba modely jsou odolné vůči vodě a prachu s označením – IP68 – jsou odolné po dobu 30 minut do hloubky 4 metrů.

#### Displej
iPhone 11 Pro má 5,85palcový, 149mm, Super Retina XDR OLED displej s rozlišením 2436 × 1125 pixelů s hustotou pixelů 463 PPI, zatímco iPhone 11 Pro Max má větší 6,46palcový, 164mm, Super Retina XDR OLED displej s rozlišením 2688 × 1242 pixelů, přičemž má hustotu pixelů 456 PPI. Displej má také True Tone s podporou HDR a se standardním jasem 800 nitů a maximálním jasem 1200 nitů. Obrazovka má oleofobní povlak, který je odolný proti otiskům prstů.

#### Baterie
iPhone 11 Pro je dodáván s 3 046 mAh baterií, což je mírný nárůst oproti 2 658 mAh baterii u iPhonu XS, zatímco iPhone 11 Pro Max má 3 969 mAh baterii, což je taktéž mírný nárůst oproti 3 174 mAh baterii u iPhonu XS Max.

#### Fotoaparáty
Oba iPhone 11 Pro a Pro Max mají k dispozici ultraširoký 12Mpix objektiv s clonou ƒ/2,4, jeden širokoúhlý objektiv s clonou ƒ/1,8 a jeden teleobjektiv s clonou ƒ/2,0. Fotoaparát podporuje snímání v sériích, stabilizaci obrazu, HDR a režim Portrét. iPhone 11 Pro a 11 Pro Max má také automatický noční režim, který umožňuje fotoaparátu pořizovat jasnější snímky se sníženým šumem.
iPhone 11 Pro a Pro Max podporují 4K video s až 60 fps a zpomalené video při kvalitě 1080p s až 240 fps. Telefon je také vybaven funkcí audio zoom, která zaměřuje zvuk na oblast, ke které je přibližována. Všechny fotoaparáty podporují video, i když pouze širokoúhlý a teleobjektiv mají optickou stabilizaci obrazu. Video lze pořizovat více kamerami současně, a to prostřednictvím funkce nahrávání z více kamer.
Oba modely mají také přední 12megapixelovou TrueDepth kameru s clonou ƒ/2,2. Přední kamera také podporuje stabilizovaný záznam 4K videa a až 60fps. Apple také nově přidal zpomalené nahrávání videa na přední kameru a to v 1080p při až 120 fps. Podobně jako u předchozích modelů iPhone systém TrueDepth používá pro Face ID a Animoji.

### Software

#### iOS
iPhone 11 Pro a Pro Max byly původně dodávány s iOS 13.

#### Fotoaparát
Aplikace fotoaparát byla přepracovaná, a přidává některé nové funkce – rolovací kolečko pro výběr mezi různými objektivy iPhonu a dlouhé stisknutí spouště pro pořízení videa. Apple také oznámil novou funkci Deep Fusion, která bude využívat výhod UI a strojového učení pro zpracování obrazu.

## Design
Podobně jako u iPhonu XS a XS Max je na přední straně výřez displeje, tzv. „notch“, který zahrnuje 12Mpix TrueDepth kameru, snímač na Face ID a reproduktor. Na zadní straně se nachází tři čočky a blesk ve větším čtvercovém výřezu, což je nejviditelnější rozdíl oproti iPhonu XS. Logo Applu je nyní vycentrováno na zadní straně zařízení bez textu.
iPhone 11 Pro a 11 Pro Max jsou k dispozici ve zlaté, stříbrné, vesmírně šedé a půlnoční zelené.
| Barva | Název           |
| ----- | --------------- |
|       | Stříbrná        |
|       | Vesmírně šedá   |
|       | Zlatá           |
|       | Půlnoční zelená |

## Údaje o ekologii

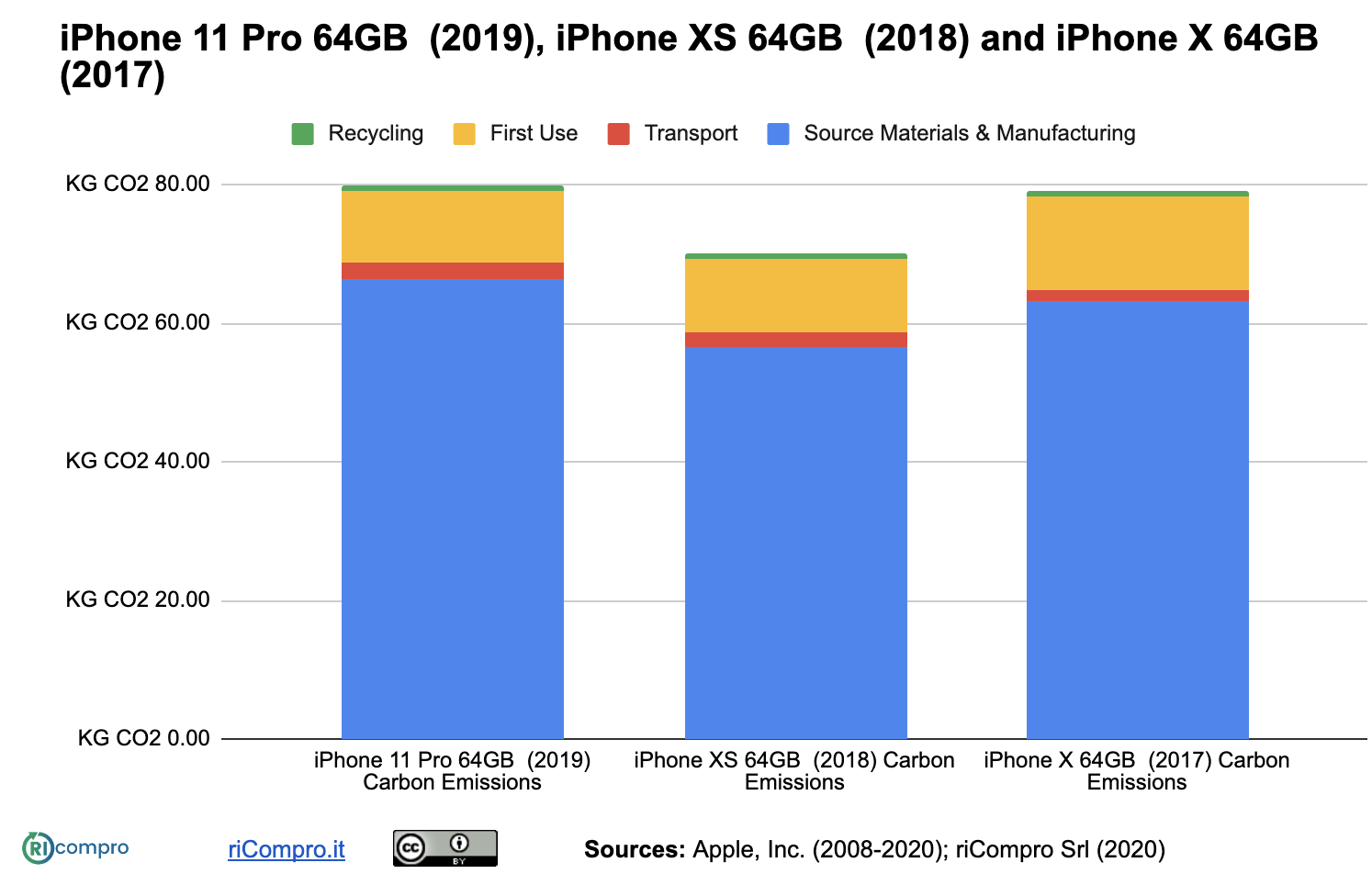
graf emisí které kvůli telefonům iPhone 11 Pro vznikly

iPhone 11 Pro má uhlíkovou stopu 80 kilogramů emisí CO2, což je o 10 kilogramů více než předchozí iPhone XS a o 25 kilogramů více než iPhone 3G z roku 2008. 83 % emisí je způsobeno výrobou zařízení a primárních zdrojů, zatímco zbývající emise jsou způsobeny přepravou a prvním použitím.